# Borki (rejon wikułowski)
Borki (ros. Борки) – wieś (dieriewnia) w Rosji, w obwodzie tiumeńskim, w rejonie wikułowskim. W 2010 liczyła 121 mieszkańców.